# 杉靖三郎

文化実業社『新婦人』より、1965年

杉 靖三郎（すぎ やすさぶろう、1906年1月6日 - 2002年5月29日）は、日本の生理学者、性評論家、翻訳家、医師。医学博士（東京帝国大学・1940年）。文部省国民精神文化研究所文化部主任、東京教育大学・専修大学教授を歴任。旧姓は渡辺。

## 人物
大阪府堺市生まれ。第二高等学校卒業。1928年、東京帝国大学医学部卒業。橋田邦彦の下で電気生理学を専攻。1940年、「筋負傷電位の電源の座に関する研究」にて東京帝国大学医学博士。
日本的科学に賛同し1941年国民精神文化研究所文化部主任。1947年3月 - 1951年8月　公職追放。1946年 - 1951年『医学書院』編集長、1952年 - 1969年東京教育大学教授、1956年『人間の科学』で毎日出版文化賞受賞。1966年定年退官、1969年 - 1976年　専修大学文学部教授。
戦後、公職追放になったが、ハンス・セリエのストレス学説を紹介し、セックス評論、大衆医学知識の領域で活躍した。日本医師会学術委員長を務めた（1951年 - 1983年）。

## 親族
父・渡辺元吉は日本銀行行員。
朝日新聞記者でクイズ番組のレギュラー回答者としても活躍した渡辺紳一郎は兄。妻・あさは長谷川久一の長女。杉晴夫は息子。

## 著書
- 『生命と科学』（目黒書店） 1941
- 『科学と伝統』（培風館） 1942
- 『科学のふるさと』（畝傍書房） 1943
- 『科学と学道』（目黒書店） 1944
- 『生理学』（学術書院） 1948
- 『科学の宿命』（白鯨書房） 1949
- 『生理読本』（実業教科書） 1950
- 『生活体』（学術書院） 1950
- 『ナースのための医学用語集』（医学書院、ナーセス・ライブラリ） 1951
- 『ナースのための医療器具器械図説』（医学書院、ナーセス・ライブラリ） 1951
- 『あなたの生活と健康』（日本教文社、教文新書） 1955
- 『四十からの健康 若返りと長生の医学』（実業之日本社） 1955
- 『健康な生き方』（大泉書店） 1956
- 『季節とからだ』（河出新書） 1956
- 『医学の玉手箱』（アソカ書房） 1956
- 『四季の医学』（毎日新聞社） 1956
- 『ビジネスマンの健康 若々しく働くための医学』（実業之日本社） 1957
- 『ストレス養生訓 中年は26から』（保健同人社） 1957
- 『長生きの国を行く』（東峰書房） 1957
- 『ビジネスガールの健康』（実業之日本社） 1958
- 『新養生訓』（東都書房） 1958
- 『健康の科学』（修道社） 1958
- 『間違いだらけの衛生』正・続（実業之日本社） 1958 - 1962
- 『受験生と健康』（培風館） 1958
- 『女体のうちそと』（六興出版） 1959
- 『サラリーマンの健康読本 人生を楽しむための医学』（新風社） 1959
- 『完全なる夫婦』（有紀書房） 1959
- 『家族みんなの健康』（室町パブリシティー） 1960
- 『365日の快適な生き方』（青春出版社、青春新書） 1960
- 『完全なる生き方』（青春出版社） 1960
- 『現代の禅 科学する心』（普通社） 1960
- 『女性というもの106章』（青春出版社） 1960
- 『女性に贈る私の生理学』（衣食住出版） 1960
- 『完全なる性愛』（有紀書房） 1961
- 『生きるための考え方』（有紀書房） 1961
- 『これだけは心得よ』（青春出版社、青春新書） 1961
- 『百歳の青年を約束する本 新版養生訓』（全社連広報出版部） 1962
- 『疲れすぎの医学』（日本事務能率協会） 1963
- 『四十からの健康』（実業之日本社、実日新書） 1964
- 『現代を健康に生きぬくには』（日本教文社） 1965
- 『英才教育 間違いだらけの教育』（潮文社） 1967
- 『中年期白書 意欲的生活のための健康管理のすべて』（修道社） 1967
- 『これでバテない 仕事に最大の敵を退治する』（大和書房、ペンギン・ブックス） 1968
- 『暮しの中の養生法』（いわしや中山本舗出版部） 1968.2
- 『スタミナを強くする本 仕事の疲労を吹き飛ばす』（大和書房） 1969
- 『健康の総点検』（実業之日本社、実日新書） 1970
- 『まちがいだらけの健康法』（実業之日本社、実日新書） 1970
- 『生命・健康の本質』（創元社） 1971
- 『現代っ子養生訓 まちがいだらけの親子健康法』（三晃書房） 1972
- 『新説養生訓 強い精神力と輝かしい肉体のために』（産報、サンポウブックス） 1972
- 『頭のいい健康の知恵 現代を生きる健康法』（三晃書房） 1973
- 『ゴルフと健康』（産報） 1974
- 『働き盛りの健康法』（実業之日本社、実日新書） 1974
- 『光と熱の健康読本 附・赤外線健康法』（六興出版） 1976
- 『夜明けの人 杉田玄白』（徳間書店） 1976
- 『杉靖三郎の知的SEX論』（地産出版） 1977.5
- 『ストレス養生法』（PHP研究所） 1977.11
- 『健康の赤信号 あなたの心身を安全運転しよう』（実業之日本社、実日新書） 1978.5
- 「杉靖三郎著作選」全6巻（春秋社） 1981 - 1982
- 『杉靖三郎の現代養生訓』（ダイヤモンド社） 1981.2、のち知的生き方文庫
- 『若さを保つ健康学』（広済堂出版） 1981.9
- 『いちばん無理のない減量法』（現代ブック社） 1984.8

### 共著編著
- 『看護史年表 看護史上の人々』（石原明、医学書院、ナーセス・ライブラリ） 1951
- 『マッサージの仕方』（鳥居敏雄、医学書院、ナーセス・ライブラリ） 1951
- 『私たちのからだ』（深山幹夫、講談社） 1958
- 『美しいからだ美しくなる食べもの』（東畑朝子、婦人画報社） 1959
- 『愛の技法』（堀秀彦, ドクトル・チエコ、青春出版社） 1960
- 『あんま師・はり師・灸師・柔道整復師のための生理』（藤田紀盛、医歯薬出版） 1961
- 『健康設計』（近藤宏二, 前川峰雄共編、読売新聞社、暮らしの図書室） 1961
- 『エレガントなSEX 幸福な結婚へのいざない』（編、鎌倉書房） 1963

## 翻訳
- 『杉田玄白日記』（生活社） 1944
- 『生命の知恵』（アレキシス・カレル、大竹健介共訳、日本教文社） 1957
- 『美しいスタイルと健康美 デビー・ドレイクの美容体操』（竹腰美代子共訳、ベースボール・マガジン社） 1963
- 『現代生活とストレス』（H・セリエ、法政大学出版局） 1963
- 『若く見え長生きするには』（ゲイロード・ハウザー、雄鶏社） 1968
- 『養生訓』（貝原益軒、徳間書店） 1968
- 『ようこそ!更年期 あなたはそれを恐れることはない』（マデリーン・グレイ、雄鶏社） 1969
- 『健康長寿の鍵 驚異の若返りビタミン』（C・ウェイド、実業之日本社、実日新書） 1971
- 『健康と病気』（ルネ・デュボス, マヤ・パインズ共著、タイムライフブックス編集部編、タイムライフブックス、ライフ/人間と化学シリーズ） 1978